# Instituut voor Publiek en Politiek
Het Instituut voor Publiek en Politiek (IPP) was een Nederlandse landelijke, niet-partijgebonden organisatie die zich ten doel stelde politieke en maatschappelijke participatie te bevorderen. Het IPP is sinds 1 oktober 2010 onderdeel van het Huis voor democratie en rechtsstaat (per 15 september 2011 ProDemos).

## Activiteiten
Bekende activiteiten van het IPP zijn de Stemwijzer, scholierenverkiezingen, programvergelijking, Wegwijs op het Gemeentehuis en de Haagse Tribune. De Stemwijzer werd bij de verkiezingen voor de Tweede Kamer in 2006 door bijna vijf miljoen mensen geraadpleegd; een kwart miljoen scholieren waren toen aangemeld voor de schaduwverkiezingen.

## Geschiedenis
Het Instituut voor Publiek en Politiek is ontstaan uit een fusie van onder meer de Stichting Burgerschapskunde  en de jongerenorganisatie M50.

## Activiteiten
De kernfuncties van het IPP waren informatieverspreiding, advisering en ontwikkeling en overdracht van nieuwe methodieken. Het Instituut richtte zich daarbij op de volgende thema's:
- Bestuurlijke vernieuwing
- Europese Unie en internationale politiek
- Participatie en Diversiteit
- Verkiezingen

Een groot deel van de inkomsten kwam uit opdrachten van overheden, overheidsinstanties en particuliere organisaties. Daarnaast ontving het IPP voor sommige projecten subsidie van het ministerie van Binnenlandse Zaken en Koninkrijksrelaties (BZK).